# Geometria syntetyczna
Geometria syntetyczna – dział geometrii, w którym nie używa się metod algebraicznych i obliczeniowych do dowodzenia twierdzeń i rozwiązywania problemów.
Znawcami geometrii syntetycznej byli między innymi Euklides, Apoloniusz z Pergi, Michel Chasles i Jakob Steiner.